# Ođđasat
Ođđasat (сев.-саам.) («Новости», «Оддасат») — телевизионная новостная программа на северносаамском языке, продукт совместного производства Норвежской вещательной корпорации (NRK), Финской национальной телерадиовещательной компании (Yle) и Шведского телевидения (SVT). Выпуски новостей Ođđasat транслируются в Норвегии (NRK1), Финляндии (Yle TV1 и Yle Teema & Fem) и Швеции (SVT2). Выходит в эфир с 20 августа 2001 года.
Выходит в эфир пять дней в неделю, десять месяцев в году (перерыв в выпусках — в середине лета, а также в период с Рождества по Новый год). Продолжительность программы — около 15 минут. Передачи посвящены большей частью жизни саамов и событиям в районах проживания саамов, иногда также затрагиваются события Северной Европы или общемирового масштаба, освещаются проблемы других коренных народов.
Новости выходят на северносаамском языке с субтитрами на норвежском, финском или шведском языке в зависимости от вещательной телекомпании.

## Ođđasatв Финляндии
В Финляндии программа выходила на шведскоязычном канале YLE FST5, при этом зрителю были доступны субтитры как на шведском, так и на финском языке. В Северной Лапландии программа всегда выходила в одно и то же время — 17:55, в то время как общенациональный выпуск программы не имел постоянного времени трансляции, будучи последней передачей в сетке вещания и выходя в связи с этим глубокой ночью. Данное обстоятельство явилось причиной жалобы, поступившей в начале 2011 года в адрес парламентского омбудсмена. В результате этой жалобы Министерство транспорта и связи Финляндии обратилось с соответствующим запросом к Саамскому парламенту Финляндии. В ответ на запрос Саамский парламент передал в Министерство транспорта и связи заявление, в котором потребовал, чтобы телерадиокомпания YLE передала в его ведение свою саамскую службу, включая выпуски новостей Ođđasat, поскольку административный совет телерадиокомпании YLE, по мнению Саамского парламента, не обладает должной компетенцией в саамских вопросах. В ответ Председатель Совета публичного слова Ристо Уймонен заявил, что данное требование противоречит базовым принципам демократии, поскольку, по его мнению, средства массовой информации, находясь в подчинении у политического органа, не могут полноценно осуществлять свои демократические функции, в том числе по общественному контролю за государственными структурами.
В Финляндии программу Ođđasat повторяли также на следующей день на канале YLE TV2 перед повтором региональных новостей.
В начале августа 2014 года было объявлено, что программа Ođđasat получила постоянное эфирное место. С 18 августа она стала выходить по будням в 20:45 на шведоязычном канале Yle Fem; как и раньше, её можно смотреть с финскими или шведскими субтитрами.